# L. S. Ettre
Leslie Stephen Ettre (16 de septiembre de 1922-1 de junio de 2010) fue un químico analítico y científico húngaro - estadounidense conocido por sus contribuciones al campo de la cromatografía, en particular la cromatografía de gases de tubo abierto, así como a la documentación de la historia de la cromatografía.

## Vida
Ettre nació en Szombathely, Hungría y recibió un título equivalente a una Maestría en Ciencias en Ingeniería Química en 1946 de la Universidad Técnica de Budapest . Posteriormente recibió un doctorado técnico (Tech.) de la misma institución. Él y su esposa, Kitty (Polonyi) Ettre (¿192?–199?) emigraron a los Estados Unidos en 1958. Tuvieron una hija.

## Trabajo
Desde 1946 hasta 1956, Ettre trabajó en empresas de ingeniería química y farmacéutica en Hungría. En 1956 fue nombrado jefe del Departamento Industrial del Instituto Húngaro de Investigación sobre Plásticos en Budapest. Ocupó el cargo de ingeniero químico en Lurgi AG en Frankfurt am Main, Alemania Occidental, donde comenzó a trabajar con cromatografía de gases. En los Estados Unidos, Ettre trabajó en PerkinElmer Corporation desde 1958 hasta su jubilación en 1990; ocupó los cargos de ingeniero de aplicaciones, especialista en productos, químico jefe de aplicaciones y, finalmente, científico sénior.
El área de investigación principal de Ettre fue la cromatografía. Sus actividades cubrieron una variedad de campos que incluyen estudios de área de superficie, análisis de trazas, respuesta del detector, cromatografía de gases de reacción, el sistema de índice de retención, cromatografía de gases de espacio de cabeza y, en particular, la teoría y práctica de la cromatografía de gases de columna tubular abierta (capilar). Después de su jubilación, se centró en la historia y evolución de la cromatografía y su relación con otras disciplinas científicas.
La historia y variaciones de la filatelia húngara en el período 1900-1944 fue una de sus actividades menos conocidas, en la que fue autor de varias monografías publicadas por la Sociedad de Filatelia Húngara.

## Aacadémico
Ettre fue profesor titular y profesor adjunto en varias universidades; Universidad Veszprém, Budapest, Hungría (1950–1952), Universidad de Houston, Texas, Estados Unidos (1986–1968), Universidad Johannes Kepler, Linz, Austria, y el Departamento de Ingeniería Química de la Universidad de Yale, New Haven, Connecticut, Estados Unidos. Unidos (1977-1978 – 1988-200?), donde fue profesor adjunto e investigador afiliado.
Ettre fue editor de Chromatographia desde 1970 hasta 1994, cuando se convirtió en miembro del Consejo Asesor de la revista. Formó parte de los Consejos Consultivos Editoriales del Journal of Chromatographic Science (1963-1994) y del Journal of Liquid Chromatography (1984-1993), y de los Consejos Consultivos Editoriales de la revista LC/GC en sus ediciones de Norteamérica y Europa, así como de la Magyar Kemikusok Lapja (Revista Química Húngara). Fue autor de la columna "Milestones in Chromatography", en la revista LC/GC Magazine desde 1999 hasta 2008.
Ettre fue miembro de la Comisión de Nomenclatura Analítica de la Unión Internacional de Química Pura y Aplicada (IUPAC) de 1982 a 1990, donde fue responsable del desarrollo de la "Nomenclatura Unificada para Cromatografía" emitida en 1993. También trabajó como miembro del Comité Ejecutivo del Comité E-19 sobre cromatografía de la Sociedad Estadounidense de Pruebas y Materiales (ASTM) (1966 - 1973); como miembro extranjero del Comité Ejecutivo de la Sociedad Cromatográfica (Británica) (1992–1997); y como miembro del Comité Ejecutivo de la Subdivisión de Cromatografía de la División de Química Analítica de la Sociedad Química Estadounidense (A.C.S. ).

## Premio Leslie Ettre
En 2008, PerkinElmer Corporation estableció el Premio Leslie Ettre del Simposio Internacional sobre Cromatografía Capilar. El premio se otorga cada año a un científico, de 35 años o menos, por la investigación original más interesante en cromatografía de gases capilar en seguridad ambiental y alimentaria.

## Publicaciones
Ettre fue autor y coautor de cerca de 300 publicaciones científicas, 20 libros, editor  y coeditor de 42 libros. Fue miembro de muchas sociedades químicas profesionales. De 1968 a 1974 trabajó como editor ejecutivo de la Enciclopedia de Análisis Químico Industrial .

### Publicaciones Seleccionadas
- Foster Dee Snell, Clifford L Hilton, Leslie S Ettre, Encyclopedia of Industrial Chemical Analysis (John Wiley & Sons, 1966 - 1974), conjunto de 20 volúmenes.
- LS Ettre, "Adiós a los 'Hitos en cromatografía'", LC/GC North America, abril de 2008.
- Leslie S. Ettre; Albert Zlatkis (26 de agosto de 2011). 75 Years of Chromatography: A Historical Dialogue. Elsevier. ISBN 978-0-08-085817-3.
- Cromatografía: la técnica de separación del siglo XX, Chromatographia vol. 51, No. 1/2, enero de 2000, pág. 7-17 (Revisión del Centenario).

## Premios y honores
- Medalla Csaba Horváth del Consejo de Ciencias de la Separación de Connecticut (2001)[8]
- Premio Keene P. Dimick en Cromatografía de la Sociedad de Químicos Analíticos de Pittsburgh (1998)[9]
- Premio Jubileo del Simposio Internacional de Cromatografía Capilar (1998)[9]
- Diploma de Oro de la Universidad Técnica de Budapest (1995)
- Miembro Honorario Elegido, Sociedad Química Húngara (1992)
- Premio Marcel JE Golay del Simposio Internacional de Cromatografía Capilar (1992)
- Medalla MS Tswett de la Sociedad Rusa de Cromatografía (1991)
- Pionero en el Desarrollo de Instrumentación Analítica del primer Simposio James L. Waters en la 41st PittCon (1990)
- Premio Nacional de Cromatografía de la American Chemical Society (1985)
- Premio AJP Martin Gold del Grupo de discusión de cromatografía (1982)
- Medalla de Aniversario de la Universidad de Tartu (Estonia, 1981)
- Premio LS Palmer del Foro de cromatografía de Minnesota (1980)
- Aniversario MS Tswett Cromatografía Medalla del Consejo Científico de Cromatografía de toda la Unión de la Academia de Ciencias de la URSS (1979)[9]
- Premio MS Tswett en Cromatografía del Simposio Internacional sobre Avances en Cromatografía (1978)[9]